# Daddy Lessons
Daddy Lessons è un singolo della cantante statunitense Beyoncé, pubblicato il 20 novembre 2016 come quinto estratto dal sesto album in studio Lemonade  in una nuova versione in collaborazione con le Dixie Chicks.

## Descrizione
Scritto e prodotto da Wynter Gordon, Beyoncé, Kevin Cossom e Alex Delicata, è il primo brano di genere americana-country della cantante. In un'intervista con la rivista Billboard, Kevin Cossom ha raccontato il processo creativo e il significato del brano:
(Kevin Cossom)
Al termine dell'intervista Commos commenta l'inserimento del genere country nel panorama musicale della cantante, affermando:
(Kevin Cossom)

## Promozione
Daddy Lessons ha fatto parte della scaletta del The Formation World Tour, venendo esibito per la prima volta dal vivo al Marlins Park di Miami il 27 aprile 2016. Beyoncé e le Dixie Chicks hanno eseguito il brano con versi estratti dal singolo Long Time Gone all'annuale Country Music Association Awards il 2 novembre 2016.

## Controversie e impatto culturale

### Allusione testuale al rapporto col padre
Secondo alcune testate giornalistiche la scelta di inserire il brano potrebbe rappresentare un riferimento al rapporto turbolento col padre della cantante, Mathew Knowles. Michelle Kim di The Fader riporta che «nel cortometraggio Lemonade Beyoncé affronta anche i parallelismi tra suo marito e suo padre, che si è scoperto aver tradito anche sua madre, Tina Knowles, durante i 31 anni di matrimonio», ma che «tuttavia, Lemonade non racconta tutti gli intrecci e le svolte che la relazione tra Beyoncé e suo padre ha subito. Sebbene Beyoncé debba molto al padre, insistente e a volte persino dispotico, i fan sfegatati di Beyoncé sanno che la relazione è sempre stata complicati». Joi-Marie McKenzie di ABC News scrive che la cantante «si è lasciata andare all'introspezione, condividendo ciò che ha imparato da suo padre sugli uomini» ed ha inoltre «smentito le voci secondo cui suo padre non avrebbe mai conosciuto sua figlia, Blue Ivy, nel corrispondente video musicale della canzone. Il filmato mostra i due mentre giocano felici».

Nel corso di una lezione accademica presso la Texas Southern University, Mathew Knowles, intervistato da Mark Thompson di Sirius XM, ha chiarito le indiscrezioni trapelate a seguito della pubblicazione del brano, affermando:
(Mathew Knowles)

### Reazioni dei sostenitori del genere country
Successivamente all'annuncio dell'esibizione di Beyoncé ai Country Music Association Awards il 2 novembre 2016 assieme alle Dixie Chicks, numerosi sostenitori della musica country si sono schierati contro la scelta della premiazione televisiva di far esibire un'artista pop e afroamericana, in riferimento al progetto discografico Lemonade che non segue gli ideali del conservatorismo statunitense, schieramento politico seguito da una maggioranza degli ascoltatori del genere country. Sebbene alcuni artisti country si sono schierati contrari alla scelta di far esibire la cantante nel corso della premiazioni, tra cui Travis Tritt che ha affermato «a mio avviso, la musica country è piaciuta a milioni di persone per molti anni. Possiamo stare in piedi da soli e non abbiamo bisogno di artisti pop nei nostri show di premiazione», molti artisti si sono complimentati per aver inserito la pop-star nella scaletta musicale, tra cui Chris Stapleton, Kenny Chesney, Kelsea Ballerini, Maren Morris, Cassadee Pope e Brad Paisley.
Nel dicembre 2016 l'album Lemonade ricevette nove candidature ai Grammy Awards; il brano Daddy Lesson è stata presumibilmente rifiutata dal comitato di musica country della Recording Academy.

### Cultura dei cowboy afroamericani
Alla canzone è stato attribuito il merito di aver aperto la strada a numerosi cantanti appartenenti ad altri generei musicali ad approcciarsi al genere musicale country, tra cui Katy Perry, Miley Cyrus, Alicia Keys, Mary J. Blige, e di aver creato il precedente della "Yeehaw Agenda", la tendenza a rivendicare la cultura dei cowboy afroamericani attraverso la musica, il cinema e la moda.

## Video musicale
Il videoclip della canzone fa parte di un film di un'ora con lo stesso titolo del suo album d'origine, inizialmente andato in onda su HBO. Il video si apre con la parola «Responsabilità» scritta sullo schermo e mostra diversi filmati della cantante da piccola.

## Tracce
Download digitale – 1ª versione
1. Daddy Lessons – 4:48 (Wynter Gordon, Beyoncé Knowles, Kevin Cossom, Alex Delicata)

Download digitale – 2ª versione
1. Daddy Lessons (feat. Dixie Chicks) – 6:25 (Wynter Gordon, Beyoncé Knowles, Kevin Cossom, Alex Delicata, Darrell Scott)

## Classifiche
| Classifica (2016) | Posizione massima |
| ----------------- | ----------------- |
| Canada            | 62                |
| Francia           | 90                |
| Regno Unito       | 40                |
| Stati Uniti       | 41                |
| Svezia            | 100               |
| Svizzera          | 73                |